# Mallota varicolor
Mallota varicolor är en tvåvingeart som först beskrevs av Walker 1856.  Mallota varicolor ingår i släktet hålblomflugor, och familjen blomflugor. Inga underarter finns listade i Catalogue of Life.